# Segesvári Sándor
Segesvári Sándor (Sztálinváros, 1960 szeptember 15. –) labdarúgó, csatár.

## Pályafutása
1977 és 1981 között a Dunaújvárosi Kohász labdarúgója volt. Az élvonalban 1978. március 18-án mutatkozott be a Videoton ellen, ahol 1–1-es döntetlen született. Katonai szolgálata alatt 1981-ben a Kossuth KFSE-ben, majd 1982 év végéig a Bp. Honvéd csapatában játszott és tagja volt az 1982–83-as bajnoki bronzérmes csapatnak. 1983 tavaszán a Vasas együttesében szerepelt. Utolsó élvonalbeli klubja a SZEOL AK volt az 1983–84-es idényben. Az élvonalban összesen 80 mérkőzésen szerepelt és 17 gólt szerzett.

## Sikerei, díjai
- Magyar bajnokság
  - 3.: 1982–83

## jegyzetek
1. ↑  Átigazolási hír.  Fejér Megyei Hírlap,  XXXVII. évf.  256. sz. (1981. október 31.)   7. o.